# Fitzgerald Joseph
Fitzgerald Joseph (nascido em 31 de maio de 1967) é um ex-ciclista belizenho.

## Olimpíadas
Competiu pelo Belize no ciclismo de estrada dos Jogos Olímpicos de Verão de 1988.